# 梁盛皓
梁盛皓（1997年4月27日—），知名的网络评论员，中青在线青微工作室编辑，曾担任“共青团中央”QQ空间主编，还负责“共青团中央”官方账号的问题收集、文案策划等工作。其著名作品有《日本侵华，不只是杀人》（视频文案和创意来源）、《中国人真的没有信仰吗？》、漫画《永忆金陵殇》、《警惕历史的发明家》等，并有作品入选“第四届百篇网络正能量文字作品”。